# Calla (grup)
Calla és un grup de música pop-rock indie estatunidenc. El grup es va formar el 1997 a Brooklyn, Nova York, a partir d'una formació anterior, The Factory Press, sorgida el 1993 a Denton (Texas).

## Discografia
| Any  | Títol               | Discogràfica                   | Format |
| 1999 | Calla               | Sub Rosa                       | LP     |
| 2001 | Custom              | Quartermass                    | Single |
| 2001 | Scavengers          | Young God                      | LP     |
| 2003 | Televised           | Rykodisc (només al Regne Unit) | Single |
| 2003 | Televise            | Arena Rock Recording Co.       | LP     |
| 2004 | Strangler           | Rykodisc (només al Regne Unit) | Single |
| 2004 | Calla (Reedició)    | Arena Rock Recording Co.       | LP     |
| 2005 | Collisions          | Beggars Banquet Records        | LP     |
| 2007 | Strength In Numbers | Beggars Banquet Records        | LP     |